# Ottignies-Louvain-la-Neuve
Ottignies-Louvain-la-Neuve är en kommun i den franskspråkiga provinsen Vallonska Brabant i centrala Belgien. Förutom Ottignies består den av de gamla kommunerna Limelette och Céroux-Mousty, som fusionerades med Ottignies 1977, och Louvain-la-Neuve, som grundades i slutet av 1960-talet när det Katolska universitetet i Leuven delades i en nederländsk- och en franskspråkig del. Den franskspråkiga delen är sedan dess Université catholique de Louvain.

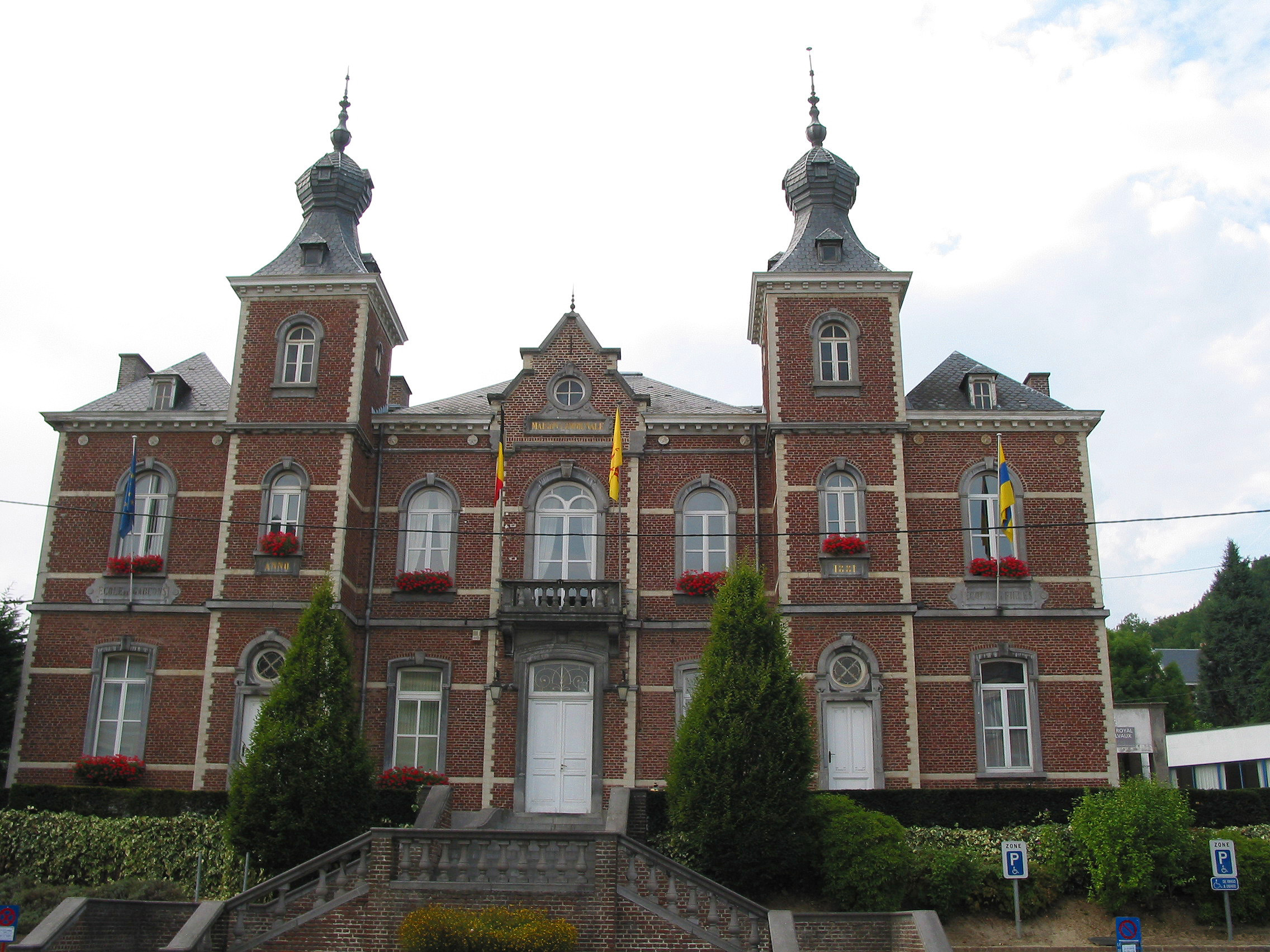
Ottignies rådhus.

## Vapen
Sedan 18 december 1991 har Ottignies-Louvain-la-Neuve ett vapen som har fyra fält. Sköldens delar representerar olika delar av kommunen. Första fältet en blå bjälke i fält av guld (för Ottignies och Mousty), andra fältet är blått inom en bård av guld, med en balk i guld åtföljd av två duvor i silver, och med åtta blå tau på bården (familjen Colopmas vapen, för Céroux), tredje fältet är blått med ett kors i guld och fyra musslor i guld (vapen för Anne-Josèphe de la Croix, abbedissa av Florival 1733-1749; vapnet var inbäddat i muren på en bondgård i Louvain-la-Neuves nuvarande område), fjärde fältet bär tre röda tuppar, ordnade två och en (Limelette).

## Vänorter
Ottignies-Louvain-la-Neuve är vänort till Jassans-Riottier i Frankrike, Veszprem i Ungern och Tiassalé i Elfenbenskusten. Dessutom finns samarbetsavtal med Masaya i Nicaragua och Draganesti i Rumänien.